# Helreið Brynhildar
Helreið Brynhildar o Viaje de Brynhild al infierno es una corta poesía en nórdico antiguo que se encuentra en la Edda poética. La mayor parte del poema, excepto la sexta estrofa, se encuentra también en Norna-Gests þáttr.
Henry Adams Bellows afirma en sus comentarios que el poema es una obra maestra con un "extraordinario grado de unidad dramática" y que es uno de los "más vívidos y poderosos" poemas de la Edda poética. Sin embargo se ha discutido que algunas partes originalmente pertenecieron a Sigrdrífumál, y ambos poemas son muy similares en cuanto a su contenido. El material es mayormente escandinavo y hay muy pocos elementos que lo conectan con la tradición germana encontrada en Nibelungenlied.

## Sinopsis
El poema trata sobre como los cuerpos de  Sigurd y Brynhildr son quemados en dos piras. Primero incineran a Sigurd y luego a Brynhildr quien yace en una ricamente adornada carroza que la llevará al otro mundo. Durante su viaje pasa por la casa de la giganta Gýgr.
La giganta acusa a Brynhildr de haber provocado la muerte de los héroes y de haber pretendido el esposo de otra mujer (Sigurd). Además la acusa de haber causado la caída de la casa de los Nibelungos (hijos de Gjúki). Brynhildr responde que le contará la verdad y sobre como los hijos de Gjúki la hicieron infeliz y debió romper su juramento.
En un principio, acostumbraban llamarle Hildr ("quien dirige") y vivía con las valquirias en un lugar llamado Hlymdalir. Luego un monarca (probablemente Agnarr) capturó a Brynhildr y a sus siete hermanas al tomar sus vestiduras de cisne que se encontraban bajo un roble. Tenía veinte años cuando se casó con el joven rey.
En contra de la voluntad de Odín, ella hizo que el viejo Hjalmgunnar, rey de los godos, muriera y en su lugar dio la victoria al hermano más joven de Auða (Agnarr). Odín enojado la encarceló en Skatalund entre escudos rojos y blancos solapados, y la maldijo para que durmiera hasta que un hombre valiente la liberara. Para hacer más difícil su liberación, creó un círculo de fuego alrededor del lugar.
Sigurd llegó cabalgando en Grani y con el oro de Fafnir. El héroe comparte con ella la cama durante ocho noches sin tocarla. Aun así, Gudrun le reprocharía por haber dormido en los brazos de Sigurd, aunque luego admite que la había engañado en su relación con Sigurd para que ella tomara a otro hombre en su lugar (Gunnar).
Brynhildr finaliza el poema diciendo que los hombres y mujeres viven en este mundo para sufrir, pero que ella y Sigurd jamás volverán a separarse.